# Suja (Szlovákia)
Suja (szlovákul Šuja) község Szlovákiában, a Zsolnai kerületben, a Zsolnai járásban.

## Fekvése
Zsolnától 20 km-re délnyugatra, a Rajec-patak partján fekszik.

## Története
A mai Suja területén a történelem előtti időkben a puhói kultúra települése állt.
Suját 1393-ban „Chya” alakban említik először. 1474-ben „Schwgye”, 1496-ban „Swya”, 1598-ban „Suya” néven találjuk. 1598-ban 11 háza állt. 1720-ban 8 adózója volt. 1784-ben 45 házában, 59 családban 304 lakos élt. Lakói állattartással, méhészettel foglalkoztak. 1786-ban „Sujo” néven említik a korabeli források. A zsolnalitvai uradalomhoz tartozott.
A 18. század végén Vályi András így ír róla: „SUJA. Tót falu Trentsén Várm. földes Urai több Urak, lakosai katolikusok, fekszik Rajecznek szomszédságában, mellynek filiája; határja középszerű, legelője, fája elég van, piatza közel.”
Fényes Elek 1851-ben kiadott geográfiai szótárában így ír a faluról: „Szuja, tót falu, Trencsén vmegyében, Rajecztől délre 1 fertálynyira: 348 kath., 17 zsidó lak. F. u. a lietavai uradalom. Ut. p. Zsolna.”
A trianoni diktátumig Trencsén vármegye Zsolnai járásához tartozott.

## Népessége
| Év:            | 1994. | 2004. | 2014.   | 2024.   |
| -------------- | ----- | ----- | ------- | ------- |
| Emberek száma: | 0     | 318   | 304     | 323     |
| Eltérés:       |       | –     | -4,40 % | +6,25 % |

| Év:            | 2023. | 2024.   |
| -------------- | ----- | ------- |
| Emberek száma: | 318   | 323     |
| Eltérés:       |       | +1,57 % |

1828-ban 30 háza és 409 lakosa volt.
1910-ben 346, túlnyomórészt szlovák anyanyelvű lakosa volt.
2001-ben 335 lakosából 333 szlovák volt.
2011-ben 310 lakosából 304 szlovák.

## Külső hivatkozások
- E-obce.sk[halott link]
- Községinfó
- Suja Szlovákia térképén